# La Neuville
 La Neuville  es una población y comuna francesa, en la región de Norte-Paso de Calais, departamento de Norte, en el distrito de Lille y cantón de Pont-à-Marcq.

## Demografía
| 379 | 459 | 501 | 513 | 588 | 639 |
| Para los censos de 1962 a 1999 la población legal corresponde a la población sin duplicidades (Fuente: INSEE [Consultar]) |     |     |     |     |     |